# Glonț în cap
Glonț în cap (Bullet to the Head) este un film de acțiune thriller din 2012. Este regizat de Walter Hill după un scenariu de Alessandro Camon bazat pe Du Plomb Dans La Tête, roman grafic de Alexis Nolent (a.k.a. Matz). În rolurile principale au interpretat actorii Sylvester Stallone, Sung Kang, Sarah Shahi, Adewale Akinnuoye-Agbaje, Christian Slater și Jason Momoa.

## Distribuție
- Sylvester Stallone - James "Jimmy Bobo" Bonomo
- Sung Kang - Detective Taylor Kwon
- Sarah Shahi - Lisa Bonomo
- Adewale Akinnuoye-Agbaje - Robert Nkomo Morel
- Jason Momoa - Keegan
- Christian Slater - Marcus Baptiste
- Jon Seda - Louie Blanchard
- Holt McCallany - Hank Greely
- Brian Van Holt - Ronnie "Cowboy Ronnie" Earl
- Weronika Rosati - Lola
- Dane Rhodes - Lieutenant Lebreton
- Marcus Lyle Brown - Detective Towne
- Douglas M. Griffin - Jack "Baby Jack" LeMoyne
- Don Yesso - St. Charles Bartender
- Dana Gourrier - Deputy Coroner[13]